# ماري غولدا روس
ماري غولدا روس (9 أغسطس 1908 - 29 أبريل 2008) كانت أول مهندسة نسائية أمريكية معروفة،  وأول مهندسة في تاريخ لوكهيد. وكانت واحدة من المهندسين المؤسسين الأربعين لمشروع «سكونك ووركس» المشهور وذو السرية العالية في شركة لوكهيد. عملت في لوكهيد من عام 1942 حتى تقاعدها في عام 1973، حيث تم تذكرها بشكل أفضل لعملها في تصميم الفضاء الجوي - بما في ذلك برنامج آجينا روكيت - بالإضافة إلى العديد من «مفاهيم التصميم للسفر عبر الفضاء بين الكواكب، ورحلات الطيران المدارية وغير المأهولة التي تدور حول الأرض، أولى الدراسات حول السواتل التي تدور في المدار للأغراض الدفاعية والأغراض المدنية.»

## النشأة والتعليم
وُلدت ماري جي روس في بلدة بارك هيل الصغيرة بولاية أوكلاهوما، وهي الثانية من بين خمسة أطفال من وليام والاس وماري هنريتا مور روس. كانت الحفيدة الأكبر لرئيس الشيروكي جون روس. ولدت طفلة موهوبة، أُرسلت للعيش مع أجدادها في عاصمة الشيروكي لتهليكوا لتلتحق بالمدارس الابتدائية والثانوية. 
عندما كانت في السادسة عشرة من عمرها، التحقت روس بكلية المعلمين في جامعة نورث إيسترن ستيت في مدينة التحلية. حصلت على درجة البكالوريوس في الرياضيات في عام 1928، في سن العشرين.
حصلت على درجة الماجستير من كلية كولورادو ستيت للمعلمين في غريلي في عام 1938،  أخذت «كل فصول علم الفلك لديهم».

## المهنة
علّمت روس الرياضيات والعلوم في مدارس ولاية أوكلاهوما الريفية لمدة تسع سنوات، ومعظمها خلال فترة الكساد الكبير.
في سن 28، حضرت امتحان الخدمة المدنية للعمل في مكتب الشؤون الهندية (BIA) في واشنطن العاصمة، كموظفة إحصائية.  في عام 1937، تم تعيينها كمستشارة للفتيات في مدرسة سانتا فيه الهندية، وهي مدرسة داخلية أمريكية هندية في سانتا فية، نيو مكسيكو.   في أغسطس 1938 أكملت متطلبات الحصول على درجة الماجستير من كلية كولورادو الحكومية للتعليم في غريلي. كانت قد درست في فصول الصيف بينما كانت معلمة. أخذت دروس الفلك هناك بالإضافة إلى القراءة على نطاق واسع في مجال الرياضيات الذي اختارته. 